# Изменение животных и растений в домашнем состоянии
«Измене́ние живо́тных и расте́ний в дома́шнем состоя́нии» (англ. The Variation of Animals and Plants under Domestication, также издавалась под названием «Приручённые животные и возделанные растения») — книга английского естествоиспытателя Чарльза Дарвина, опубликованная 30 января 1868 года и посвящённая приведению доказательств в пользу нового учения о происхождении видов.
Книга была завершена к 1865 году. Первоначально Дарвин дал ей более громоздкое название — «Одомашненные животные и культивируемые растения, или Принципы изменчивости, наследования, реверсии, скрещивания и отбора при одомашнивании»(англ. Domesticated Animals and Cultivated Plants, or the Principles of Variation, Inheritance, Reversion, Crossing, Interbreeding, and Selection under Domestication). Однако он согласился на укороченный вариант заголовка, предложенный редакторами. В мае Дарвин заключил договоры на перевод книги на французский, русский и немецкий языки. Русское издание подготовил эволюционист Владимир Онуфриевич Ковалевский.
Оригинальное английское издание состояло из двух толстых томов примерно по 500 страниц каждый и собрало в себя многолетние наблюдения Дарвина за механизмами изменчивости у животных и растений в условиях доместикации. По поводу объёмов научного труда учёный писал своему издателю следующее:

Я не могу выразить, насколько я сожалею, узнав, что размеры моей книги оказались чрезмерными. К моему страху, это обстоятельство может вовсе быть неоправданным. Однако я не могу сократить её сейчас; и даже если бы я предвидел её длину, то не смог бы выделить те части, которые можно было бы опустить.
Оригинальный текст (англ.)I cannot tell you how sorry I am to hear of the enormous size of my Book. I fear it can never pay. But I cannot shorten it now; nor indeed, if I had foreseen its length, do I see which parts ought to have been omitted.

Помимо опубликования результатов своих исследований по видообразованию, Дарвин также озвучивает идею пангенезиса. Согласно его гипотезе, любая ткань любого организма содержит в себе особые микрочастицы геммулы, которые отвечают за наследование приобретённых признаков.
В отличие от «Происхождения видов» данная книга не получила широкого признания. В 1875 году вышло второе издание «Изменений животных и растений в домашнем состоянии». Всего при жизни Дарвина было продано лишь около 5000 копий его научного труда.
Русский перевод книги был опубликован в Санкт-Петербурге в ноябре 1867 года — на два месяца раньше английского оригинала, так как её переводчик В. О. Ковалевский, лично знакомый с Чарльзом Дарвином и находившийся с ним в переписке, имел возможность сразу переводить текст.